# Вайи (Об)
Вайи́ (фр. Vailly) — коммуна во Франции, находится в регионе Шампань — Арденны. Департамент — Об. Входит в состав кантона Труа-2. Округ коммуны — Труа.
Код INSEE коммуны — 10391.
Коммуна расположена приблизительно в 145 км к юго-востоку от Парижа, в 70 км южнее Шалон-ан-Шампани, в 9 км к северо-западу от Труа.

## Население
Население коммуны на 2008 год составляло 280 человек.
| 1962 | 1968 | 1975 | 1982 | 1990 | 1999 | 2008 |
| ---- | ---- | ---- | ---- | ---- | ---- | ---- |
| 108  | 130  | 177  | 291  | 280  | 247  | 280  |

## Экономика
В 2007 году среди 199 человек в трудоспособном возрасте (15—64 лет) 152 были экономически активными, 47 — неактивными (показатель активности — 76,4 %, в 1999 году было 74,1 %). Из 152 активных работали 140 человек (81 мужчина и 59 женщин), безработных было 12 (4 мужчины и 8 женщин). Среди 47 неактивных 15 человек были учениками или студентами, 23 — пенсионерами, 9 были неактивными по другим причинам.

## Фотогалерея

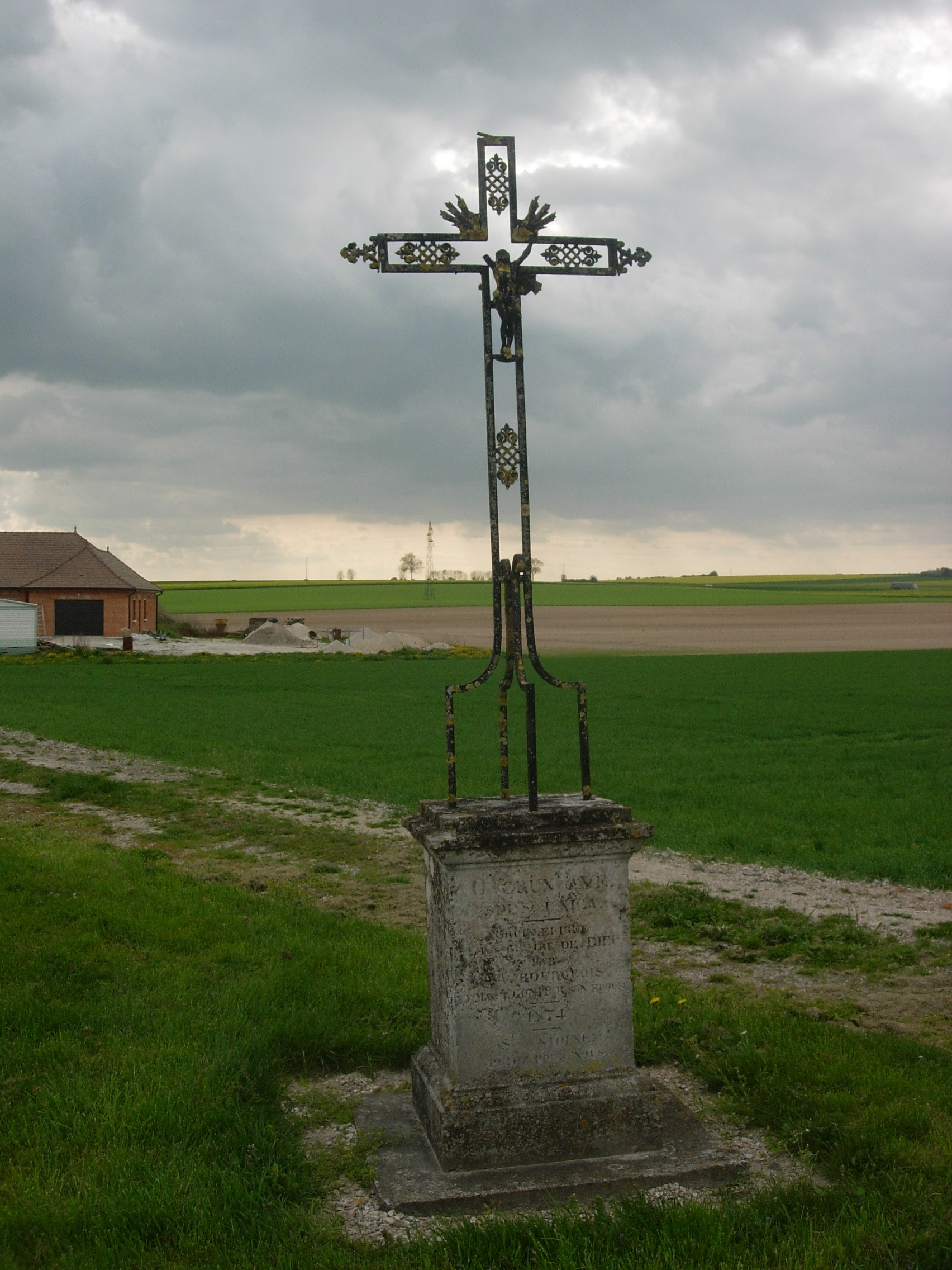
Придорожный крест
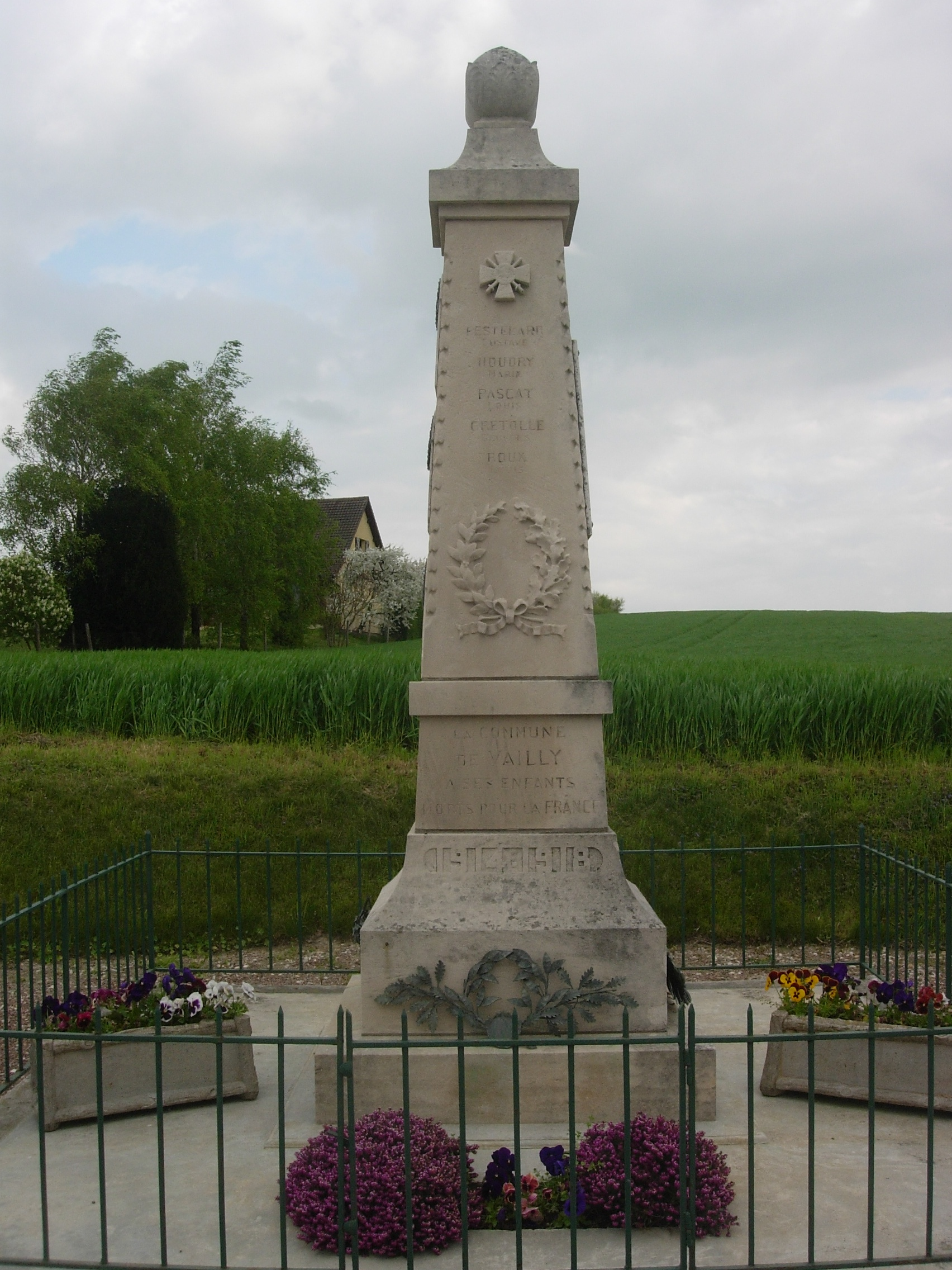
Памятник погибшим в Первой мировой войне
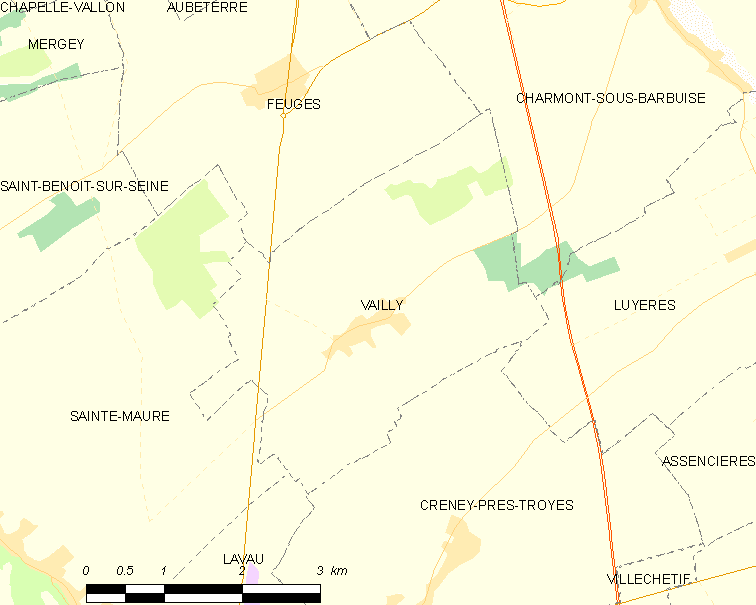
Карта коммуны